# نصري المعلوف
نصري معلوف (7 مايو 1911 - 2 أبريل 2005)، محامٍ وسياسي لبناني من طائفة الروم الكاثوليك.
ولد نصري معلوف في لبنان وتلقى تعليمه في سوريا. وكان من المشاركين والموقعين على اتفاق الطائف. وكان عضوا لفترة طويلة في البرلمان اللبناني. انتخب نائبا لأول مرة في عام 1968 جنبا إلى جنب مع ميشيل ساسين.
خدم في المناصب الوزارية في مجلس الوزراء عدة مرات، بما في ذلك منصب وزير الخارجية لبضعة أشهر في عام 1992، وكذلك وزير الدفاع ووزير العدل.